# Master of Puppets
Master of Puppets er det tredje album fra heavy metal-bandet Metallica. Det blev udgivet i 1986, og var det sidste album deres tidligere bassist Cliff Burton medvirkede på inden hans tragiske død senere det år. 
Albummet nåede nummer 29 på Billboard 200 hitlisten og har solgt mere end 6 millioner kopier.
Rolling Stone magasinet placerede Master of Puppets på 167. pladsen på listen 500 af største albums til dato.

## Historisk betydning
Da Masters of Puppets blev udgivet solgte det over en halv million oplag uden radio/video afspilning. Det var også den første Metallica udgivelse der blev tildelt gold af RIAA. Albummet bliver tit betragtet som en tilføjning af nye metoder til thrash metal, men også jævnligt klassificeret som "det mest indflydelsesrige heavy metal album til dato."

Bandets medlemmer gennen indspilningerne var James Hetfield (vokal, guitar), Lars Ulrich (trommer), Kirk Hammett (lead guitar), og Cliff Burton (bas). Albummet blev også et minde om Burtons død i busulykken kort tid efter udgivelsen hvor de var på turné. 

## Numre
1. "Battery" (James Hetfield, Lars Ulrich) – 5:12
2. "Master of Puppets" (James Hetfield, Lars Ulrich, Cliff Burton, Kirk Hammett) – 8:35
3. "The Thing That Should Not Be" (James Hetfield, Lars Ulrich, Kirk Hammett) – 6:36
4. "Welcome Home (Sanitarium)" (James Hetfield, Lars Ulrich, Kirk Hammett) – 6:27
5. "Disposable Heroes" (James Hetfield, Lars Ulrich, Kirk Hammett) – 8:16
6. "Leper Messiah" (James Hetfield, Lars Ulrich) – 5:39
7. "Orion" (James Hetfield, Lars Ulrich, Cliff Burton) – 8:27
8. "Damage Inc." (James Hetfield, Lars Ulrich, Cliff Burton, Kirk Hammett) – 5:32

## Musikere
- James Hetfield – Guitar, vokal
- Lars Ulrich – Trommer
- Kirk Hammett – Guitar
- Cliff Burton – Bas

## Fodnoter
1. ↑  "Rolling Stone: Masters of Puppets anmeldelse". Arkiveret fra originalen 10. juni 2007. Hentet 11. juni 2007.
2. ↑  All Music Guide: Masters of Puppets